# 충남테크노파크
충남테크노파크(Chungnam Techno Park ; CTP)는 충청남도 내 산·학·연·관의 유기적인 네트워크를 구성하여 기술의 공동개발과 사업화 그리고 벤처기업의 창업과 중소기업의 경영지원으로 지역경제를 활성화하고 국가경쟁력 제고에 기여하기 위하여 설립된 충청남도청 산하 재단법인으로 이사장은 충청남도지사가 겸임한다. 충청남도 천안시 서북구 직산읍 직산로 136에 있다.

## 설립 근거
- 산업기술단지 지원에 관한 특례법[3]
  - 충청남도 기술연구집단화단지 조성 및 운영의 지원에 관한 조례[4]

## 연혁
- 1995년 기술하부구조 확충 5개년 계획에서 테크노파크 사업확정
- 1997년 12월 시범테크노파크 지정 (산업자원부)
- 1998년 1월 산업기술단지 지원에 관한 특례법 제정
- 1998년 4월 충청남도 기술연구집단화 단지조성 및 운영 지원에 관한 조례 제정
- 1998년 12월 법인 설립 허가. 초대 이종현 원장 취임
- 1999년 1월 충남테크노파크 개원
- 1999년 5월 충남중소기업연수원 개원
- 2000년 4월 천안밸리 부지 매입
- 2001년 2월 천안밸리 기공식
- 2002년 6월 정보영상융합센터, 디스플레이센터 지정 (산업자원부)
- 2002년 8월 창업보육센터(벤처관), Post-BI Ⅰ(생산관) 준공
- 2002년 10월 충남전략산업기획단 지정 (산업자원부)
- 2003년 3월 제2대 강철수 원장 취임
- 2003년 9월 충남기술이전센터 지정 (한국기술거래소)
- 2003년 10월 제3대 최한덕 원장 취임. Post-BI Ⅱ (번영관) 준공
- 2003년 12월 정밀가공지원센터 준공
- 2004년 5월 이노카페 개소식
- 2004년 6월 물류지원센터 준공
- 2005년 4월 제4대 신진 원장 취임
- 2005년 11월 정보영상융합센터 개소식
- 2006년 11월 고려대학교 참여기관 참여
- 2006년 12월 디스플레이센터 개소. 성공관 준공
- 2007년 7월 제5대 김학민 원장 취임[5]
- 2007년 12월 산업자원부 서비스품질 우수기업 인증
- 2008년 3월 디스플레이센터 KOLAS 인증기관 인정
- 2008년 4월 제6대 김학민 원장 취임
- 2008년 10월 상명대학교 참여기관 참여. 서비스품질혁신 정부포상 지식경제부장관 표창 수상
- 2010년 9월 국무총리 표창 (지역발전주간행사)
- 2010년 11월 자동차센터 신축 (예산군 신례원)[6]
- 2010년 12월 지식경제부 장관 표창 (우수기관)
- 2011년 2월 동물자원센터 통합(논산시) (2012년 바이오센터 변경)
- 2011년 6월 충남테크비즈존 개소 (천안아산KTX역사)
- 2011년 12월 지식경제부 장관 표창 (우수기관)
- 2013년 8월 차세대에너지 준공 (천안밸리)
- 2013년 11월 제8대 윤창현 원장 취임[7]
- 2013년 12월 충남 SW품질역량센터 개소. 미래창조과학부 표창 (국가 연구시설 장비 관리 우수기관)
- 2014년 5월 1인창조기업비즈니스센터 개소
- 2014년 8월 금속소재산업지원센터(당진시) 개소[8]

## 조직

### 감사
- 감사실

### 원장
- 미래산업기획연구단 사무국

| - 산업정책팀 - 경영기획팀 | - 전략분석팀 | - SW·콘텐츠팀 | - 평가분석팀 - 첨단기술팀 - 이차전지TF | - 부품기술팀 | - 생물산업팀 | - 인재양성팀 - 기업육성·사업화팀 | - 총무팀 - 재정관리팀 - 단지운영팀 |

## 같이 보기
- 대전테크노파크
- 충남농업테크노파크

## 사건·사고 및 논란

### 부적절한 회계 운영
2014년 7월 14일 충청남도감사위원회에 따르면 2013년 1월 이후 충남테크노파크의 회계운영에 대한 감사를 실시해 총 9건(시정3, 주의2, 권고1, 현지처분3)을 적발, 2억3553만 원을 추징하고 2명에 대한 신분상의 조치를 통보했다. 충남테크노파크는 법인의 기본 재산으로 편입하는 수익금은 전액 정기예금으로 관리해야 함에도, 2013년 3월 이사회 이전에 발생한 수익금 81억8600여만 원 중 33억6400여만 원을 보통예금 계좌로 혼용해 부적정하게 관리했다. 또 2014년 3월 이사회에서 승인한 84억1600여만 원 중 34억2900만 원을 보통예금으로 혼용해 부적정하게 관리하는 등 약 6700만 원의 이자수입 손실을 불러왔다. 이와 함께 수익금 관리효율을 위해 금리가 높은 금융상품을 선정해 최소 계좌로 관리해야 하지만 7개 계좌로 분산해 정기예금하는 등 자금관리도 비효율적으로 이뤄지고 있는 것으로 드러났다.
이에 대해 충청남도감사위원회는 “수익금은 이자수입 등을 고려해 최소 계좌로 통합관리하고 휴면계좌 잔액은 조속히 세입조치 하길 바란다”며 “입주부담금 연체료 등은 조속히 추징하고 3개월 이상 미납 및 지연한 업체는 계약해지 및 퇴소 조치할 것”을 명령했다.